# The Nile Song
„The Nile Song“ je druhá skladba z alba Soundtrack from the Film More od anglické rockové skupiny Pink Floyd z roku 1969. Skladbu předělala například americká punková skupina Necros v roce 1986.

## Sestava
- Roger Waters – baskytara
- David Gilmour – kytara, zpěv
- Nick Mason – bicí